# Luis Alfonso Tut Tún
Luis Alfonso Tut Tún (* 22. Juni 1978 in Acanceh, Bundesstaat Yucatán) ist ein mexikanischer römisch-katholischer Geistlicher und Weihbischof in Antequera.

## Leben
Luis Alfonso Tut Tún besuchte zunächst die Escuela Primaria Amparo Rosado sowie später die Escuela Secundaria Ermilo Abreu Gómez in Acanceh und die Escuela Preparatoria Acanceh. Von 1996 bis 2006 studierte er Philosophie und Katholische Theologie am Priesterseminar San Ildefonso de Toledo y Nuestra Señora del Rosario in Mérida. Am 31. Juli 2006 empfing Tut Tún das Sakrament der Priesterweihe für das Erzbistum Yucatán. Anschließend setzte er seine Studien in Rom fort, wo er 2008 am Päpstlichen Athenaeum Sant’Anselmo ein Lizenziat im Fach Sakramententheologie erwarb.
Nach der Rückkehr in seine Heimat wirkte Tut Tún von 2008 bis 2009 als Pfarrvikar der Pfarrei Santo Niño de Atocha und als Kaplan der Franziskanerinnen vom hl. Josef in Mérida sowie als Assessor der Academia San Juan Diego in Mérida und der katholischen Jugendbewegung Comunión y Liberación im Erzbistum Yucatán. Daneben lehrte er in dieser Zeit am Priesterseminar San Ildefonso de Toledo y Nuestra Señora del Rosario. Von 2009 bis 2022 war er an der Kongregation für die Bischöfe tätig. Ab 2022 war Tut Tún Pfarrer der Pfarrei Santa Inés in Akil.
Am 21. Juni 2024 ernannte ihn Papst Franziskus zum Titularbischof von Arba und zum Weihbischof in Antequera. Der Erzbischof von Antequera, Pedro Vázquez Villalobos, spendete ihm am 22. August desselben Jahres im Auditorio Guelaguetza in Oaxaca de Juárez die Bischofsweihe; Mitkonsekratoren waren der Apostolische Nuntius in Mexiko, Erzbischof Joseph Spiteri, und der Erzbischof von Zagreb, Dražen Kutleša. Sein Wahlspruch Busquemos las cosas del cielo („Lasst uns nach den Dingen des Himmels suchen“) stammt aus Kol 3,1 .